# Anthony Ausgang
Anthony Ausgang, pseudonimo di Anthony Charles Grant Thompson (Trinidad and Tobago, 22 maggio 1959), è un pittore e scrittore trinidadiano che vive e lavora a Los Angeles.
Ausgang è uno dei principali artisti associati al movimento della Lowbrow art, a cui aderì fin dalla prima ondata degli anni '80. I protagonisti dei suoi dipinti sono i gatti [7] - "psichedelici, occhi spalancati, con una specie di sguardo malvagio negli occhi"

## Biografia
Ha studiato all'Otis Art Institute di Los Angeles. Nel 1990, Ausgang fece la sua prima mostra personale alla 01 Gallery di Hollywood. Tra i luoghi in cui ha esposto ci sono: La Luz de Jesus Gallery, la mostra "Kustom Kulture" del Laguna Art Museum, la Kantor Gallery, la Merry Karnowsky Gallery, la Roq La Rue Gallery LA Municipal Gallery, and Copro Gallery., LA Municipal Gallery, la Copro Gallery e la Mondo Bizzarro Gallery. Nel 2009, il lavoro di Ausgang è stato incluso nella mostra Apocalypse Wow! al Museo di Arte Contemporanea di Roma in Italia, e alla fine del 2012, Ausgang è stato l'artista internazionale protagonista dello spettacolo Rewind di Bologna in occasione del 50º anniversario della chitarra Fender in Italia.